# Widze Łowczyńskie

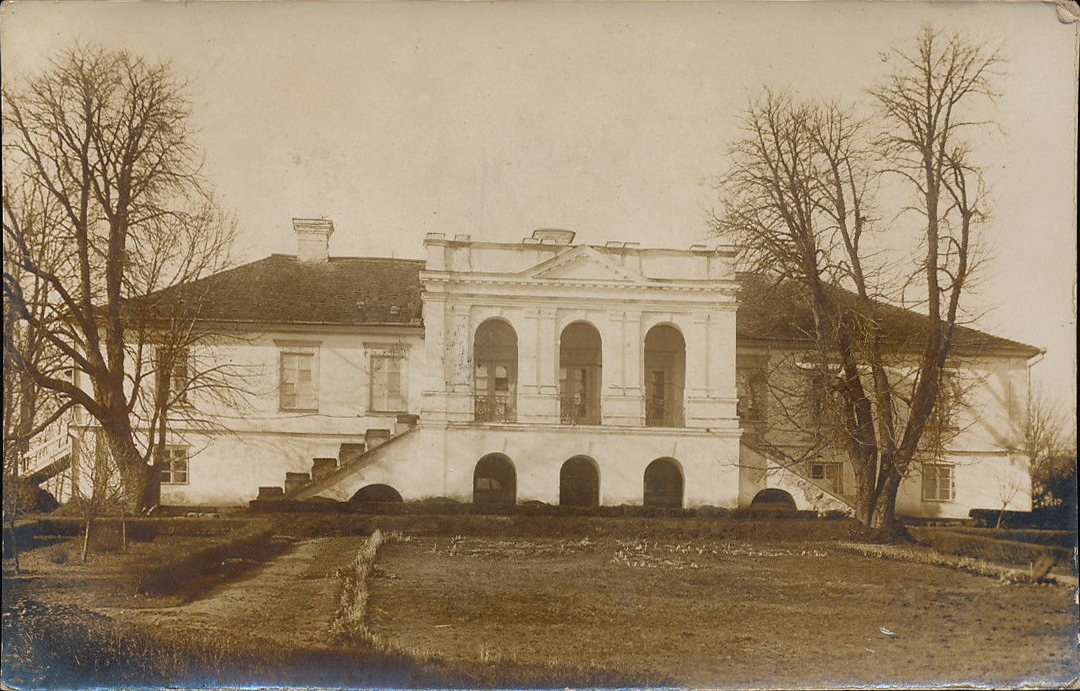
Elewacja ogrodowa dworu w 1916 roku

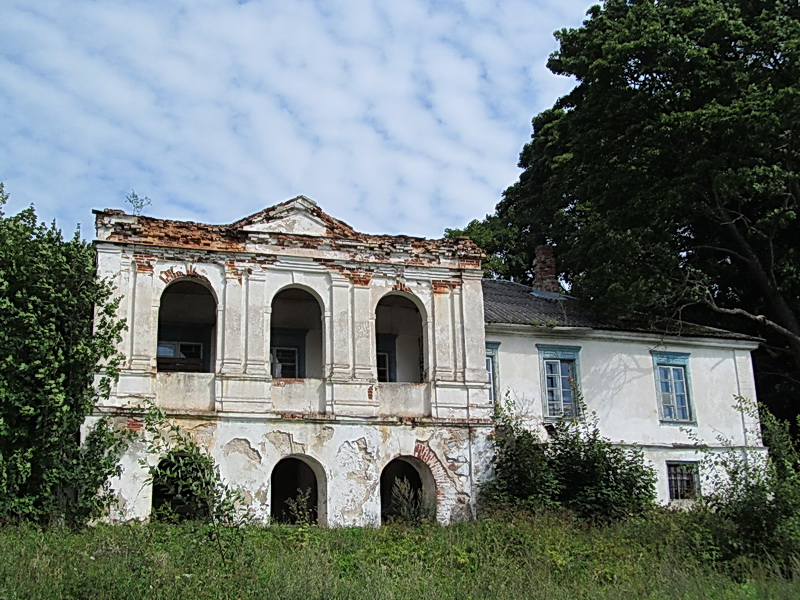
Elewacja ogrodowa w 2016 roku

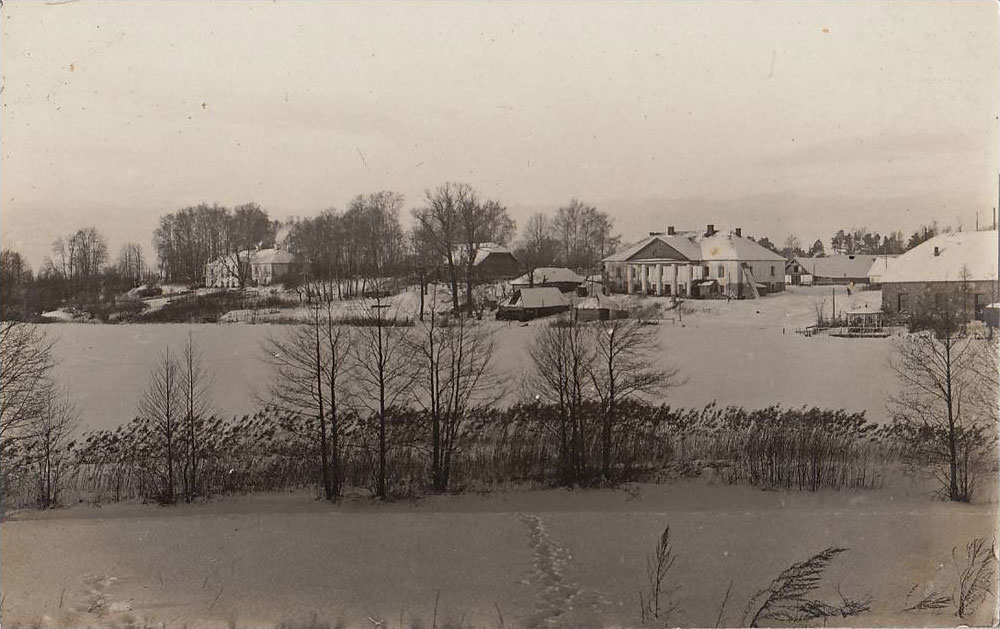
Dwór od frontu i w oddali piekarnia w 1918 roku

Widze Łowczyńskie (biał. Відзы Лаўчынскія; ros. Видзы Ловчинские) – wieś na Białorusi, w rejonie brasławskim obwodu witebskiego, około 41 km  na południowy zachód od Brasławia.

## Historia
Obszerne dobra Widze książę Zygmunt Kiejstutowicz nadał trzem braciom: Dowgirdowi, Daukszowi i Naruszowi. Przez dłuższy czas własność tych ziem utrzymali potomkowie Narusza – Naruszewicze, którzy założyli miasteczko Widze. W XVI wieku część majątku z miasteczkiem kupiła rodzina Gasztołdów herbu Abdank, natomiast Naruszewicze zachowali sobie majątek z dworem oddalonym o około 3 km na południowy zachód od Widzów. W I połowie XVII wieku właścicielem majątku był Jan Naruszewicz (~1580–1616), łowczy litewski, i możliwe, że właśnie od jego stanowiska nazwano ten majątek (pierwsze pojawienie się komponentu Łowczyńskie datowane jest na 1586 rok). Jego córka Helena Aleksandra wyszła w 1661 roku za Augustyna Wawrzeckiego, podczaszego mińskiego, wnosząc mu w posagu m.in. ten majątek. Po nich Widze Łowczyńskie odziedziczył ich syn Władysław Jan Kazimierz, podstoli miński żonaty z Marianną z Kostrowickich. Ich syn Felicjan, miecznik brasławski, jego syn Stanisław Jakub żonaty z Anną z Sielickich i ich syn Michał Wawrzecki (1785–1846), wojski brasławski byli kolejnymi właścicielami majątku. Częstym gościem był tu wtedy Tomasz Wawrzecki, ostatni Najwyższy Naczelnik Siły Zbrojnej Narodowej w czasie insurekcji kościuszkowskiej, który tu się leczył wodami jeziora Smerdis (którego nazwa związana była z zapachem siarkowodoru) i który tu zmarł (jest pochowany w Widzach). Mieszkali tu również w okolicach 1817 roku: Józef Kopeć, również bohater powstania, i Adam Mickiewicz, który, będąc wtedy studentem, odwiedzał tu swego wuja Majewskiego, będącego ekonomem w majątku Wawrzeckich.
Ostatnim Wawrzeckim dziedzicem tego majątku był w latach 1820–1846 syn Michała, Michał junior (1785–1846), żonaty z Katarzyną z Łopacińskich. Ich córka Emilia (1812–1878), wychodząc za Tomasza Mineykę (1808–1855), marszałka szlachty guberni wileńskiej, wniosła mu Widze Łowczyńskie w posagu. Mineykowie wykorzystali uzdrowicielską renomę jeziora Smerdis i założyli tu uzdrowisko, zwane Łazienkami, działające do końca XIX wieku (obecnie jezioro, nad którym są Widze Łowczyńskie i nad którym jest dwór, nazywa się Łazienki). W latach 60. XIX wieku było tu 60 wanien, w których moczyli się kuracjusze, zatrudniano lekarzy. Po Tomaszu kolejnym właścicielem majątku był jego syn Bronisław (1846–1887), a następnie syn Bronisława Władysław (1876–1952) żonaty z Marią z Oskierków (1878–1961), córką Aleksandra Oskierki (1830–1911), członka Rządu Narodowego w czasie powstania styczniowego, który tu zmarł. Władysław i Maria byli ostatnimi właścicielami majątku przed 1939 rokiem.
Po III rozbiorze Polski w 1795 roku Widze Łowczyńskie, wcześniej należące do województwa brasławskiego Rzeczypospolitej (a przed 1793 rokiem – do województwa wileńskiego), znalazły się na terenie powiatu brasławskiego (ujezdu) guberni wileńskiej Imperium Rosyjskiego, a od 1843 roku – powiatu nowoaleksandrowskiego guberni kowieńskiej. Po ustabilizowaniu się granicy polsko-radzieckiej w 1921 roku Widze Łowczyńskie wróciły do Polski, znalazły się w gminie Widze w powiecie brasławskim. Od 13 kwietnia 1922 roku gmina Widze należała do objętej władzą polską Ziemi Wileńskiej, przekształconej 20 stycznia 1926 roku w województwo wileńskie. Od 1945 roku – w ZSRR, od 1991 roku – na terenie Republiki Białorusi.
W 1859 roku działał tu młyn wodny, w majątku mieszkały 34 osoby, 
- w 1931 roku – 81 osób (w majątku)[10],
- w 1970 roku wieś liczyła 389 osób
- w 1990 roku – 390 mieszkańców,
- w 1999 roku – 408,
- w 2009 roku – 314 osób[11].

## Dwór
Prawdopodobnie Stanisław Jakub Wawrzecki zbudował tu w końcu XVIII wieku dwór, który został przebudowany w 1900 roku przez Władysława Mineykę według projektu Tadeusza Rostworowskiego. Dwór, choć prawie w ruinie, zachował się do dziś. Jest to dom dziewięcioosiowy, parterowy, drewniany, na planie prostokąta, na wysokiej podmurówce, kryjącej wysokie piwnice, szczególnie od strony ogrodowej, sprawiając wrażenie, że od tej strony dom jest dwukondygnacyjny. Jest przykryty płaskim, gładkim, czterospadowym dachem. Od frontu klasycystyczna elewacja jest podwyższona o pół elewacji w części środkowej, która jest poprzedzona portykiem, którego cztery kolumny w wielkim porządku podtrzymują spłaszczony trójkątny szczyt. Od strony ogrodu głównym elementem elewacji jest wydatny neorenesansowy ryzalit dobudowany w 1900 roku. Obie kondygnacje ryzalitu mają trójarkadowe galerie. Kiedyś z górnej kondygnacji ryzalitu do ogrodu prowadziły w boki schody, dziś są zarwane i zarośnięte krzakami.
Przed II wojną światową wnętrza dworu były bogato wyposażone. Na ścianach wisiały cenne obrazy, m.in. Jana Rustema, Tadeusza Rostworowskiego, Szymona Czechowicza (Święty Józef) i kilka obrazów szkół holenderskiej i francuskiej.
Przed domem jest gazon, a na wprost dworu jest ruina bramy. Zabudowania gospodarcze stanowią osobny dziedziniec. Jednym z ich jest piekarnia o podobnej architekturze jak dwór (możliwe, że była to pierwotna siedziba właścicieli) – jest to murowany, siedmioosiowy budynek. Jego portyki zostały rozebrane po 1945 roku (frontowy portyk miał nietypowe 5 kolumn). Spośród innych budynków zachowała się stajnia, ruina spichlerza z frontowym podcieniem i karczma.
Dwór jest otoczony parkiem o powierzchni 4,5 ha schodzącym stromo ku jezioru. Park jest obecnie pomnikiem przyrody. W parku znajduje się duży kamień z wyrytymi słowami „Ewa” i „Zaza”, upamiętniający pochowane tu zwierzęta jednego z właścicieli majątku: klacz Ewę i sukę Zazę.
W czasie I wojny światowej we dworze funkcjonował niemiecki szpital wojskowy. Po 1945 roku w majątku utworzono kołchoz, a we dworze działał dom dziecka, później szkoła, a ostatnio przedszkole.
Obecnie kompleks dworsko-parkowy jest historyczno-kulturalnym zabytkiem Białorusi o numerze ewidencyjnym 212Г000182.
Majątek Widze Łowczyńskie został opisany w 4. tomie (wraz z uzupełnieniem w 11. tomie) Dziejów rezydencji na dawnych kresach Rzeczypospolitej Romana Aftanazego.